# Isaac Stettner
Pour les articles homonymes, voir Stettner.
Isaac Stettner (ou Stetner) est un orfèvre actif à Strasbourg au XVIIe siècle.

## Biographie
Selon Hans Haug, il est reçu maître en 1605 et se marie le 7 mai 1610 avec Agnès, la fille d'un autre orfèvre, Laurent Mack.
Des investigations généalogiques suggèrent qu'il serait né avant 1586 et qu'il se serait marié trois fois (1606, 1610, 1634), Agnès Mack étant alors sa  seconde épouse.
Sa vie est peu connue. Cependant un contrat de 1630 atteste une transaction d'Isaac Stettner, agissant au nom de sa femme Agnès Mack, au sujet d'une maison — démolie en 1898 —, qui se trouvait sur l'emplacement de l'actuel no 45 de la rue des Grandes-Arcades à Strasbourg.

## Œuvre
On connaît de lui principalement deux hanaps en forme de vignerons portant une hotte — un homme et une femme —. Ces statuettes « vendangeurs » étaient en usage dans les corporations de vignerons.
Les pièces sont probablement antérieures à 1616. Elles sont authentifiées par le poinçon du maître et celui aux armes de la Ville de Strasbourg sous fleur de lis.
Les deux statuettes sont en bois peint. Les personnages portent tous deux des hottes en argent, partiellement doré, servant de récipients.

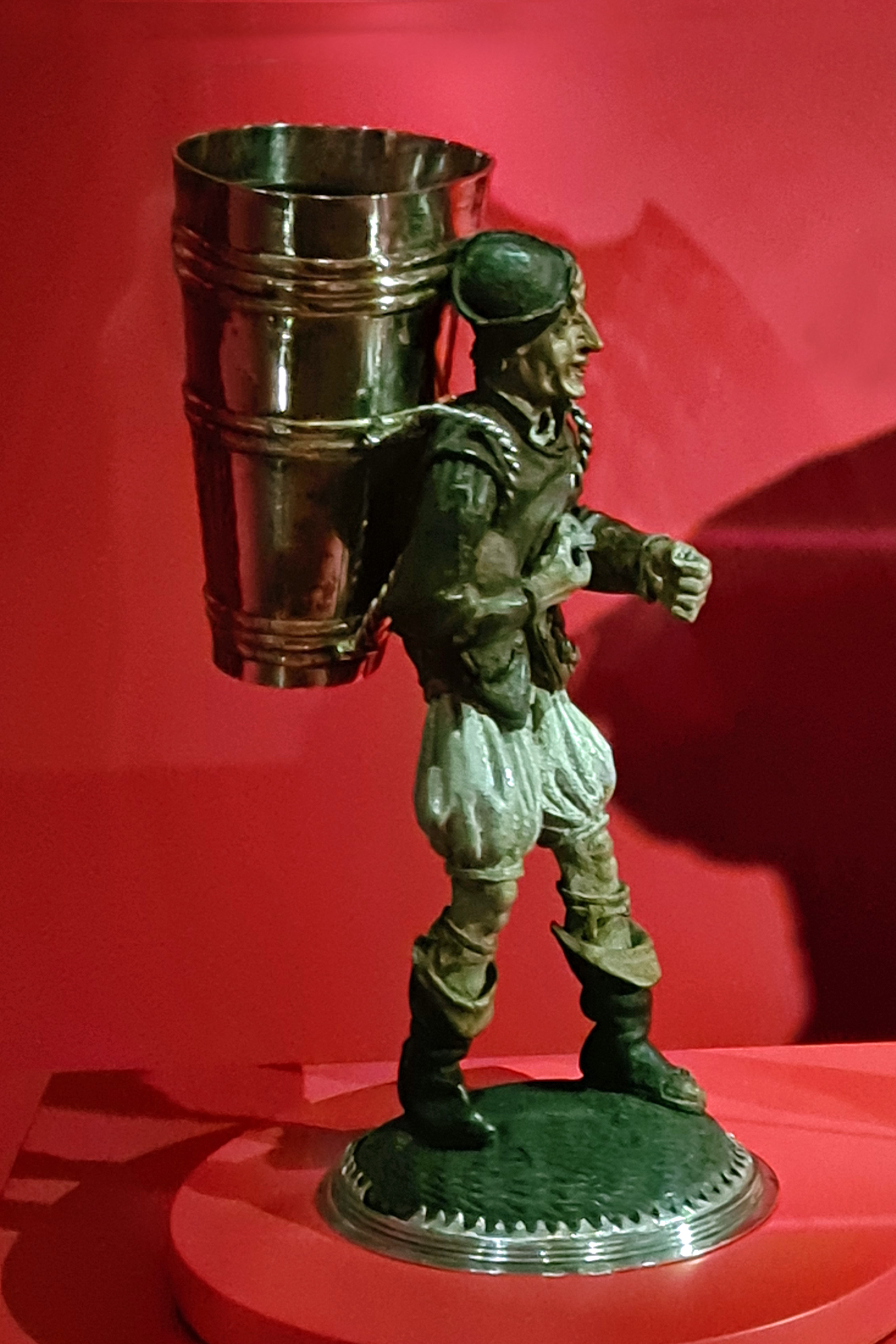
Homme.
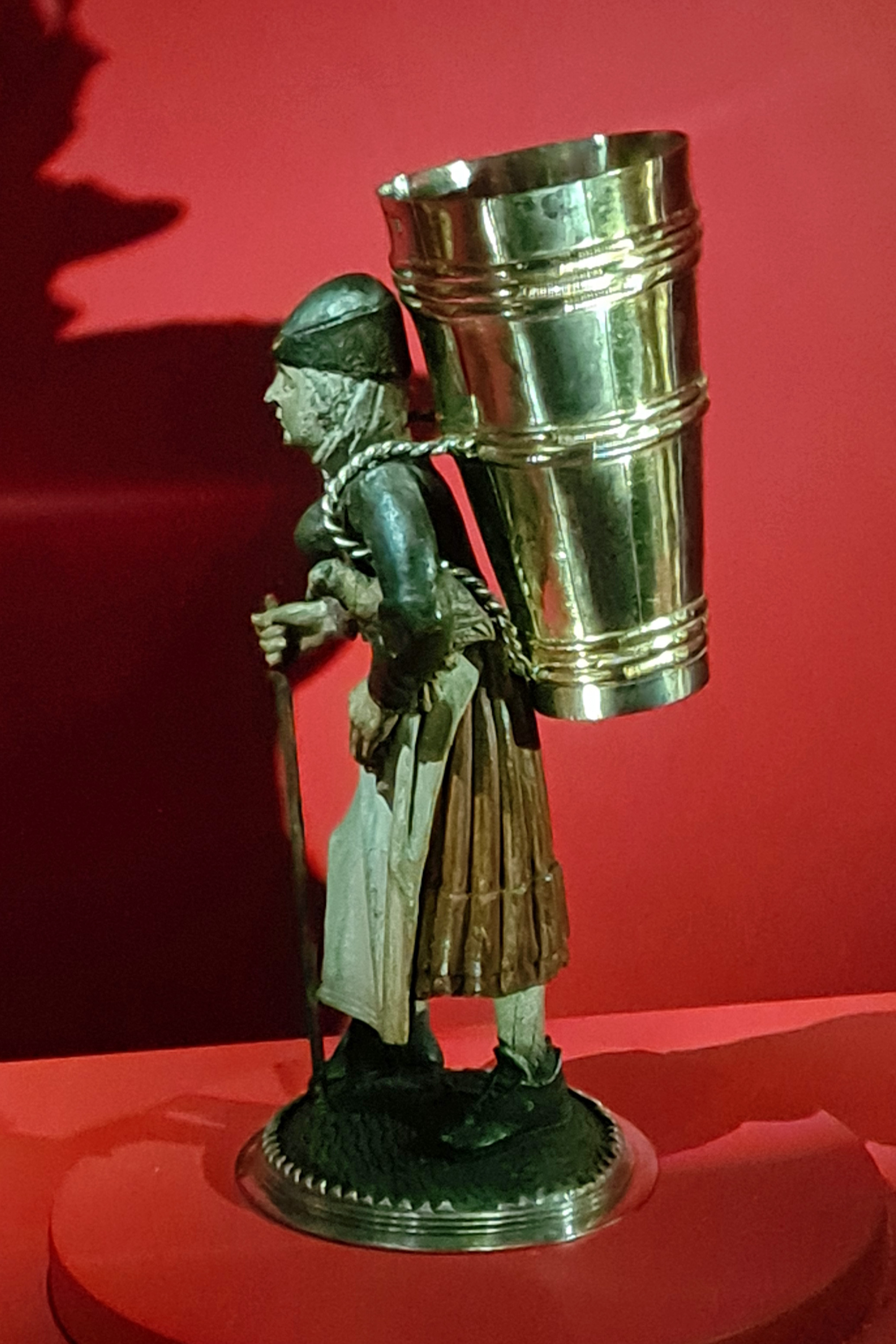
Femme.

Propriété du musée des Arts décoratifs de Strasbourg, les hanaps sont exposés au musée historique de Strasbourg.